# San Atenógenes
San Atenógenes är en ort i Mexiko.   Den ligger i kommunen Poanas och delstaten Durango, i den centrala delen av landet, 700 km nordväst om huvudstaden Mexico City. San Atenógenes ligger 1 931 meter över havet och antalet invånare är 1 844.
Terrängen runt San Atenógenes är platt åt sydväst, men åt nordost är den kuperad. Runt San Atenógenes är det ganska glesbefolkat, med 24 invånare per kvadratkilometer. San Atenógenes är det största samhället i trakten. Trakten runt San Atenógenes består i huvudsak av gräsmarker.